# Final del Torneo Finalización 2021 (Colombia)
La final del Torneo Finalización 2021 de Colombia fue una serie de partidos de fútbol que se disputaron el 19 y 22 de diciembre de 2021 con el objetivo de definir al campeón de la nonagésima tercera (93a.) edición de la Categoría Primera A, máxima categoría del fútbol profesional de Colombia. Esta llave representó la última fase de la competición y en ella participaron Deportivo Cali y Deportes Tolima, ganadores de los grupos A y B de los cuadrangulares semifinales del torneo.
En esta fase, la regla del gol de visitante no fue tomada en cuenta como medida de desempate en caso de empate en goles ni hubo tiempos extras una vez finalizados los 180 minutos reglamentarios de la llave, sino que directamente se procedería a definir la llave por tiros desde el punto penal.
En el partido de vuelta fue local el equipo con mejor puntaje acumulado del torneo (sumatoria de puntos obtenidos por cada equipo en las fases previas a la final). Deportivo Cali fue el ganador, obteniendo su décimo título de liga al derrotar al Deportes Tolima por un marcador global de 3:2 luego de empatar 1:1 en el partido de ida en Palmira y ganar el partido de vuelta en Ibagué por dos goles a uno. Como ganador de esta llave y en consecuencia, del campeonato, obtuvo el derecho de disputar la Copa Libertadores 2022 desde la fase de grupos y la Superliga de Colombia 2022.

## Llave
|                     | vs. |                      |
| ------------------- | --- | -------------------- |
| Deportes Tolima 2 1 | vs. | Deportivo Cali 3 1 2 |

## Estadios
| Ibagué                      | Palmira                |
| --------------------------- | ---------------------- |
| Estadio Manuel Murillo Toro | Estadio Deportivo Cali |
| Capacidad: 28 170           | Capacidad: 42 000      |
|                             |                        |

## Antecedentes
Fue la segunda ocasión en la cual Deportivo Cali y Deportes Tolima definieron al campeón de la máxima categoría del fútbol profesional colombiano, habiéndose enfrentado previamente en la final del torneo Finalización 2003. En aquel momento, los tolimenses se coronaron campeones por primera vez en su historia bajo el mando del director técnico Luis Augusto García, derrotando al onceno vallecaucano dirigido por Javier Álvarez en el partido de ida jugado en Ibagué el 17 de diciembre de 2003 por un marcador de dos goles a cero con un doblete del jugador brasileño Rogeiro Pereira. En el partido de vuelta jugado cuatro días después en el estadio Olímpico Pascual Guerrero en Cali, el Deportivo Cali logró igualar la serie al vencer por un marcador de tres goles a uno con anotaciones de Jorge Díaz, Léider Preciado y Elkin Murillo, mientras que un autogol de Gerardo Bedoya le sirvió al Deportes Tolima para descontar y llevar la serie a la tanda de tiros desde el punto penal, donde el cuadro vinotinto y oro se alzó con el triunfo por 4:2.

## Estadísticas

### Enfrentamientos previos en 2021
Por liga (torneos Apertura y Finalización) los equipos se enfrentaron en cuatro ocasiones durante el año 2021, con saldo de un triunfo por bando y dos empates. En las fases todos contra todos del primer y del segundo semestre se presentaron empates, mientras que en la fase de cuartos de final del Apertura 2021, el elenco pijao superó al azucarero con un marcador global de tres goles a dos:
| Apertura     | Todos contra todos | Deportivo Cali  | 0 : 0 | Deportes Tolima | Deportivo Cali           | 21 de marzo      | 17:40 |
| Apertura     | Cuartos de final   | Deportes Tolima | 3 : 0 | Deportivo Cali  | Manuel Murillo Toro      | 25 de abril      | 17:40 |
| Apertura     | Cuartos de final   | Deportivo Cali  | 2 : 0 | Deportes Tolima | Armando Maestre Pavajeau | 4 de junio       | 15:30 |
| Finalización | Todos contra todos | Deportes Tolima | 1 : 1 | Deportivo Cali  | Manuel Murillo Toro      | 19 de septiembre | 16:00 |

Adicionalmente, ambos equipos se enfrentaron en la primera fase de la Copa Sudamericana 2021, con triunfo para el Deportes Tolima por un marcador global de 3:0:
| 16 de marzo de 2021, 19:30 (UTC-5) | Deportes Tolima                               | 3:0 (2:0) | Deportivo Cali | Estadio Manuel Murillo Toro, Ibagué                   |                                                       |
|                                    | Miranda 9' · Mosquera 12' (pen.) · Campaz 67' | Reporte   |                | Asistencia: 0 espectadores Árbitro(s): Carlos Herrera | Asistencia: 0 espectadores Árbitro(s): Carlos Herrera |

| 6 de abril de 2021, 19:30 (UTC-5) | Deportivo Cali | 0:0     | Deportes Tolima | Estadio Deportivo Cali, Palmira                      |                                                      |
|                                   |                | Reporte |                 | Asistencia: 0 espectadores Árbitro(s): Carlos Ortega | Asistencia: 0 espectadores Árbitro(s): Carlos Ortega |

### Campaña de los finalistas
A continuación se encuentran tabuladas las estadísticas del Deportivo Cali y el Deportes Tolima en las fases previas a la final (todos contra todos y cuadrangulares semifinales):
| Equipos         | PJ | PG | PE | PP | GF | GC | Dif. | Pts. | Rend.  |
| --------------- | -- | -- | -- | -- | -- | -- | ---- | ---- | ------ |
| Deportivo Cali  | 26 | 12 | 8  | 6  | 38 | 27 | 11   | 44   | 55,1 % |
| Deportes Tolima | 26 | 12 | 12 | 2  | 36 | 18 | 18   | 48   | 61,5 % |

#### Deportivo Cali
| Fecha                                                                                    | Fase                               | Estadio                                      | Local             | Resultado | Visitante              |
| ---------------------------------------------------------------------------------------- | ---------------------------------- | -------------------------------------------- | ----------------- | --------- | ---------------------- |
| 17 de julio                                                                              | Todos contra todos                 | El Campín, Bogotá                            | Santa Fe          | 1 : 2     | Deportivo Cali         |
| 25 de julio                                                                              | Todos contra todos                 | Deportivo Cali, Palmira                      | Deportivo Cali    | 0 : 0     | Independiente Medellín |
| 31 de julio                                                                              | Todos contra todos                 | Deportivo Cali, Palmira                      | Deportivo Cali    | 1 : 2     | Atlético Bucaramanga   |
| 7 de agosto                                                                              | Todos contra todos                 | Atanasio Girardot, Medellín                  | Atlético Nacional | 2 : 0     | Deportivo Cali         |
| 14 de agosto                                                                             | Todos contra todos                 | Deportivo Cali, Palmira                      | Deportivo Cali    | 2 : 2     | Millonarios            |
| 22 de agosto                                                                             | Todos contra todos                 | Daniel Villa Zapata, Barrancabermeja         | Alianza Petrolera | 2 : 3     | Deportivo Cali         |
| 29 de agosto                                                                             | Todos contra todos                 | Deportivo Cali, Palmira                      | Deportivo Cali    | 1 : 1     | Junior                 |
| 5 de septiembre                                                                          | Todos contra todos                 | Departamental Libertad, Pasto                | Deportivo Pasto   | 2 : 0     | Deportivo Cali         |
| 11 de septiembre                                                                         | Todos contra todos                 | Deportivo Cali, Palmira                      | Deportivo Cali    | 0 : 1     | América de Cali        |
| 19 de septiembre                                                                         | Todos contra todos                 | Manuel Murillo Toro, Ibagué                  | Deportes Tolima   | 1 : 1     | Deportivo Cali         |
| 24 de septiembre                                                                         | Todos contra todos                 | Deportivo Cali, Palmira                      | Deportivo Cali    | 2 : 1     | Deportivo Pereira      |
| 2 de octubre                                                                             | Todos contra todos                 | Polideportivo Sur, Envigado                  | Envigado F. C.    | 1 : 2     | Deportivo Cali         |
| 9 de octubre                                                                             | Todos contra todos                 | Deportivo Cali, Palmira                      | Deportivo Cali    | 2 : 2     | La Equidad             |
| 16 de octubre                                                                            | Todos contra todos                 | Pascual Guerrero, Cali                       | América de Cali   | 1 : 1     | Deportivo Cali         |
| 24 de octubre                                                                            | Todos contra todos                 | Alberto Grisales, Rionegro                   | Águilas Doradas   | 1 : 2     | Deportivo Cali         |
| 27 de octubre                                                                            | Todos contra todos                 | Deportivo Cali, Palmira                      | Deportivo Cali    | 2 : 0     | Patriotas              |
| 1 de noviembre                                                                           | Todos contra todos                 | Guillermo Plazas Alcid, Neiva                | Atlético Huila    | 0 : 5     | Deportivo Cali         |
| 7 de noviembre                                                                           | Todos contra todos                 | Deportivo Cali, Palmira                      | Deportivo Cali    | 1 : 0     | Deportes Quindío       |
| 12 de noviembre                                                                          | Todos contra todos                 | Jaraguay, Montería                           | Jaguares          | 1 : 0     | Deportivo Cali         |
| 21 de noviembre                                                                          | Todos contra todos                 | Deportivo Cali, Palmira                      | Deportivo Cali    | 0 : 0     | Once Caldas            |
| Deportivo Cali avanzó de fase como séptimo (7.°) en el todos contra todos con 31 puntos. |                                    |                                              |                   |           |                        |
| 27 de noviembre                                                                          | Cuadrangulares semifinales Grupo A | Deportivo Cali, Palmira                      | Deportivo Cali    | 2 : 1     | Deportivo Pereira      |
| 1 de diciembre                                                                           | Cuadrangulares semifinales Grupo A | Metropolitano Roberto Meléndez, Barranquilla | Junior            | 2 : 2     | Deportivo Cali         |
| 4 de diciembre                                                                           | Cuadrangulares semifinales Grupo A | Deportivo Cali, Palmira                      | Deportivo Cali    | 3 : 1     | Atlético Nacional      |
| 8 de diciembre                                                                           | Cuadrangulares semifinales Grupo A | Atanasio Girardot, Medellín                  | Atlético Nacional | 1 : 2     | Deportivo Cali         |
| 11 de diciembre                                                                          | Cuadrangulares semifinales Grupo A | Deportivo Cali, Palmira                      | Deportivo Cali    | 2 : 0     | Junior                 |
| 15 de diciembre                                                                          | Cuadrangulares semifinales Grupo A | Hernán Ramírez Villegas, Pereira             | Deportivo Pereira | 1 : 0     | Deportivo Cali         |
| Deportivo Cali avanzó de fase como ganador del grupo A con 13 puntos.                    |                                    |                                              |                   |           |                        |

|  |                             |
|  | Triunfo del Deportivo Cali. |
|  | Empate.                     |
|  | Derrota del Deportivo Cali. |

#### Deportes Tolima
| Fecha                                                                                     | Fase                               | Estadio                                      | Local                  | Resultado | Visitante         |
| ----------------------------------------------------------------------------------------- | ---------------------------------- | -------------------------------------------- | ---------------------- | --------- | ----------------- |
| 19 de julio                                                                               | Todos contra todos                 | Manuel Murillo Toro, Ibagué                  | Deportes Tolima        | 1 : 0     | Deportivo Pereira |
| 24 de julio                                                                               | Todos contra todos                 | Atanasio Girardot, Medellín                  | Atlético Nacional      | 1 : 0     | Deportes Tolima   |
| 31 de julio                                                                               | Todos contra todos                 | Manuel Murillo Toro, Ibagué                  | Deportes Tolima        | 1 : 1     | Alianza Petrolera |
| 8 de agosto                                                                               | Todos contra todos                 | Metropolitano Roberto Meléndez, Barranquilla | Junior                 | 0 : 0     | Deportes Tolima   |
| 13 de agosto                                                                              | Todos contra todos                 | Manuel Murillo Toro, Ibagué                  | Deportes Tolima        | 1 : 0     | Deportivo Pasto   |
| 22 de agosto                                                                              | Todos contra todos                 | Metropolitano de Techo, Bogotá               | La Equidad             | 1 : 1     | Deportes Tolima   |
| 29 de agosto                                                                              | Todos contra todos                 | Jaraguay, Montería                           | Jaguares               | 0 : 3     | Deportes Tolima   |
| 6 de septiembre                                                                           | Todos contra todos                 | Manuel Murillo Toro, Ibagué                  | Deportes Tolima        | 2 : 0     | Envigado F. C.    |
| 13 de septiembre                                                                          | Todos contra todos                 | Guillermo Plazas Alcid, Neiva                | Atlético Huila         | 1 : 2     | Deportes Tolima   |
| 19 de septiembre                                                                          | Todos contra todos                 | Manuel Murillo Toro, Ibagué                  | Deportes Tolima        | 1 : 1     | Deportivo Cali    |
| 26 de septiembre                                                                          | Todos contra todos                 | La Independencia, Tunja                      | Patriotas              | 0 : 0     | Deportes Tolima   |
| 1 de octubre                                                                              | Todos contra todos                 | Manuel Murillo Toro, Ibagué                  | Deportes Tolima        | 0 : 0     | Santa Fe          |
| 9 de octubre                                                                              | Todos contra todos                 | Palogrande, Manizales                        | Once Caldas            | 0 : 2     | Deportes Tolima   |
| 15 de octubre                                                                             | Todos contra todos                 | Manuel Murillo Toro, Ibagué                  | Deportes Tolima        | 1 : 0     | Atlético Huila    |
| 23 de octubre                                                                             | Todos contra todos                 | Atanasio Girardot, Medellín                  | Independiente Medellín | 2 : 2     | Deportes Tolima   |
| 28 de octubre                                                                             | Todos contra todos                 | Manuel Murillo Toro, Ibagué                  | Deportes Tolima        | 0 : 1     | América de Cali   |
| 2 de noviembre                                                                            | Todos contra todos                 | Alberto Grisales, Rionegro                   | Águilas Doradas        | 1 : 1     | Deportes Tolima   |
| 7 de noviembre                                                                            | Todos contra todos                 | Manuel Murillo Toro, Ibagué                  | Deportes Tolima        | 3 : 2     | Millonarios       |
| 15 de noviembre                                                                           | Todos contra todos                 | Alfonso López, Bucaramanga                   | Atlético Bucaramanga   | 1 : 1     | Deportes Tolima   |
| 21 de noviembre                                                                           | Todos contra todos                 | Manuel Murillo Toro, Ibagué                  | Deportes Tolima        | 3 : 1     | Deportes Quindío  |
| Deportes Tolima avanzó de fase como tercero (3.°) en el todos contra todos con 36 puntos. |                                    |                                              |                        |           |                   |
| 28 de noviembre                                                                           | Cuadrangulares semifinales Grupo B | Daniel Villa Zapata, Barrancabermeja         | Alianza Petrolera      | 1 : 4     | Deportes Tolima   |
| 2 de diciembre                                                                            | Cuadrangulares semifinales Grupo B | Manuel Murillo Toro, Ibagué                  | Deportes Tolima        | 2 : 0     | América de Cali   |
| 5 de diciembre                                                                            | Cuadrangulares semifinales Grupo B | Manuel Murillo Toro, Ibagué                  | Deportes Tolima        | 1 : 1     | Millonarios       |
| 9 de diciembre                                                                            | Cuadrangulares semifinales Grupo B | El Campín, Bogotá                            | Millonarios            | 1 : 1     | Deportes Tolima   |
| 13 de diciembre                                                                           | Cuadrangulares semifinales Grupo B | Pascual Guerrero, Cali                       | América de Cali        | 0 : 1     | Deportes Tolima   |
| 16 de diciembre                                                                           | Cuadrangulares semifinales Grupo B | Manuel Murillo Toro, Ibagué                  | Deportes Tolima        | 2 : 2     | Alianza Petrolera |
| Deportes Tolima avanzó de fase como ganador del grupo B con 12 puntos.                    |                                    |                                              |                        |           |                   |

|  |                              |
|  | Triunfo del Deportes Tolima. |
|  | Empate.                      |
|  | Derrota del Deportes Tolima. |

## Desarrollo

### Partido de ida
| 12    | POR   | Guillermo de Amores |     |
| 13    | DEF   | Juan Camilo Angulo  | 90' |
| 3     | DEF   | Hernán Menosse      |     |
| 2     | DEF   | Jorge Marsiglia     |     |
| 21    | DEF   | Kevin Velasco       |     |
| 25    | MED   | Andrés Colorado     |     |
| 20    | MED   | Jhojan Valencia     |     |
| 70    | MED   | Jhon Vásquez        | 67' |
| 29    | MED   | Teófilo Gutiérrez   |     |
| 7     | MED   | Harold Preciado     |     |
| 9     | DEL   | Ángelo Rodríguez    | 74' |
| D. T. | D. T. | Rafael Dudamel      |     |

| 1     | POR   | William Cuesta    |     |
| 19    | DEF   | Harold Gómez      |     |
| 3     | DEF   | Julián Quiñones   |     |
| 16    | DEF   | Sergio Mosquera   | 23' |
| 17    | DEF   | Junior Hernández  |     |
| 26    | MED   | Cristian Trujillo |     |
| 14    | MED   | Juan David Ríos   |     |
| 28    | MED   | Luis Miranda      | 74' |
| 10    | MED   | Daniel Cataño     | 81' |
| 29    | MED   | Omar Albornoz     |     |
| 27    | DEL   | Gustavo Ramírez   |     |
| D. T. | D. T. | Hernán Torres     |     |

| 27 | DEF | Darwin Andrade      | 67' |
| 31 | MED | Daniel Luna         | 74' |
| 14 | DEF | Juan Esteban Franco | 90' |

| 2  | DEF | Anderson Angulo  | 23' 45' |
| 20 | MED | William Parra    | 45'     |
| 7  | MED | Andrey Estupiñán | 74'     |
| 30 | MED | Yohandry Orozco  | 81'     |

| 42' | Harold Preciado | 1:0 |

| 60' | Gustavo Ramírez | 1:1 |

| 18' · 54' · 78' | Ángelo Rodríguez Jhon Vásquez Darwin Andrade |

| 22' · 32' · 37' · 50' · 72' | Sergio Mosquera Juan David Ríos Harold Gómez Julián Quiñones Gustavo Ramírez |

| Principal  | Wilmar Roldán |
| Asistentes | David Fuentes |
|            | John Gómez    |
| Cuarto     | Edilson Ariza |

| VAR            | Héider Castro  |
| Asistentes VAR | Ricardo García |

|  |                    |       |       |
|  | Tiros              | 18    | 10    |
|  | Tiros a puerta     | 6     | 2     |
|  | Faltas             | 14    | 9     |
|  | Saques de esquina  | 13    | 4     |
|  | Fueras de juego    | 5     | 1     |
|  | Posesión del balón | 67,4% | 32,6% |

| 12    | POR   | Guillermo de Amores |     |
| 13    | DEF   | Juan Camilo Angulo  | 90' |
| 3     | DEF   | Hernán Menosse      |     |
| 2     | DEF   | Jorge Marsiglia     |     |
| 21    | DEF   | Kevin Velasco       |     |
| 25    | MED   | Andrés Colorado     |     |
| 20    | MED   | Jhojan Valencia     |     |
| 70    | MED   | Jhon Vásquez        | 67' |
| 29    | MED   | Teófilo Gutiérrez   |     |
| 7     | MED   | Harold Preciado     |     |
| 9     | DEL   | Ángelo Rodríguez    | 74' |
| D. T. | D. T. | Rafael Dudamel      |     |

| 1     | POR   | William Cuesta    |     |
| 19    | DEF   | Harold Gómez      |     |
| 3     | DEF   | Julián Quiñones   |     |
| 16    | DEF   | Sergio Mosquera   | 23' |
| 17    | DEF   | Junior Hernández  |     |
| 26    | MED   | Cristian Trujillo |     |
| 14    | MED   | Juan David Ríos   |     |
| 28    | MED   | Luis Miranda      | 74' |
| 10    | MED   | Daniel Cataño     | 81' |
| 29    | MED   | Omar Albornoz     |     |
| 27    | DEL   | Gustavo Ramírez   |     |
| D. T. | D. T. | Hernán Torres     |     |

| 27 | DEF | Darwin Andrade      | 67' |
| 31 | MED | Daniel Luna         | 74' |
| 14 | DEF | Juan Esteban Franco | 90' |

| 2  | DEF | Anderson Angulo  | 23' 45' |
| 20 | MED | William Parra    | 45'     |
| 7  | MED | Andrey Estupiñán | 74'     |
| 30 | MED | Yohandry Orozco  | 81'     |

| 42' | Harold Preciado | 1:0 |

| 60' | Gustavo Ramírez | 1:1 |

| 18' · 54' · 78' | Ángelo Rodríguez Jhon Vásquez Darwin Andrade |

| 22' · 32' · 37' · 50' · 72' | Sergio Mosquera Juan David Ríos Harold Gómez Julián Quiñones Gustavo Ramírez |

| Principal  | Wilmar Roldán |
| Asistentes | David Fuentes |
|            | John Gómez    |
| Cuarto     | Edilson Ariza |

| VAR            | Héider Castro  |
| Asistentes VAR | Ricardo García |

|  |                    |       |       |
|  | Tiros              | 18    | 10    |
|  | Tiros a puerta     | 6     | 2     |
|  | Faltas             | 14    | 9     |
|  | Saques de esquina  | 13    | 4     |
|  | Fueras de juego    | 5     | 1     |
|  | Posesión del balón | 67,4% | 32,6% |

| 12    | POR   | Guillermo de Amores |     |
| 13    | DEF   | Juan Camilo Angulo  | 90' |
| 3     | DEF   | Hernán Menosse      |     |
| 2     | DEF   | Jorge Marsiglia     |     |
| 21    | DEF   | Kevin Velasco       |     |
| 25    | MED   | Andrés Colorado     |     |
| 20    | MED   | Jhojan Valencia     |     |
| 70    | MED   | Jhon Vásquez        | 67' |
| 29    | MED   | Teófilo Gutiérrez   |     |
| 7     | MED   | Harold Preciado     |     |
| 9     | DEL   | Ángelo Rodríguez    | 74' |
| D. T. | D. T. | Rafael Dudamel      |     |

| 1     | POR   | William Cuesta    |     |
| 19    | DEF   | Harold Gómez      |     |
| 3     | DEF   | Julián Quiñones   |     |
| 16    | DEF   | Sergio Mosquera   | 23' |
| 17    | DEF   | Junior Hernández  |     |
| 26    | MED   | Cristian Trujillo |     |
| 14    | MED   | Juan David Ríos   |     |
| 28    | MED   | Luis Miranda      | 74' |
| 10    | MED   | Daniel Cataño     | 81' |
| 29    | MED   | Omar Albornoz     |     |
| 27    | DEL   | Gustavo Ramírez   |     |
| D. T. | D. T. | Hernán Torres     |     |

| 27 | DEF | Darwin Andrade      | 67' |
| 31 | MED | Daniel Luna         | 74' |
| 14 | DEF | Juan Esteban Franco | 90' |

| 2  | DEF | Anderson Angulo  | 23' 45' |
| 20 | MED | William Parra    | 45'     |
| 7  | MED | Andrey Estupiñán | 74'     |
| 30 | MED | Yohandry Orozco  | 81'     |

| 42' | Harold Preciado | 1:0 |

| 60' | Gustavo Ramírez | 1:1 |

| 18' · 54' · 78' | Ángelo Rodríguez Jhon Vásquez Darwin Andrade |

| 22' · 32' · 37' · 50' · 72' | Sergio Mosquera Juan David Ríos Harold Gómez Julián Quiñones Gustavo Ramírez |

| Principal  | Wilmar Roldán |
| Asistentes | David Fuentes |
|            | John Gómez    |
| Cuarto     | Edilson Ariza |

| VAR            | Héider Castro  |
| Asistentes VAR | Ricardo García |

|  |                    |       |       |
|  | Tiros              | 18    | 10    |
|  | Tiros a puerta     | 6     | 2     |
|  | Faltas             | 14    | 9     |
|  | Saques de esquina  | 13    | 4     |
|  | Fueras de juego    | 5     | 1     |
|  | Posesión del balón | 67,4% | 32,6% |

| 12    | POR   | Guillermo de Amores |     |
| 13    | DEF   | Juan Camilo Angulo  | 90' |
| 3     | DEF   | Hernán Menosse      |     |
| 2     | DEF   | Jorge Marsiglia     |     |
| 21    | DEF   | Kevin Velasco       |     |
| 25    | MED   | Andrés Colorado     |     |
| 20    | MED   | Jhojan Valencia     |     |
| 70    | MED   | Jhon Vásquez        | 67' |
| 29    | MED   | Teófilo Gutiérrez   |     |
| 7     | MED   | Harold Preciado     |     |
| 9     | DEL   | Ángelo Rodríguez    | 74' |
| D. T. | D. T. | Rafael Dudamel      |     |

| 1     | POR   | William Cuesta    |     |
| 19    | DEF   | Harold Gómez      |     |
| 3     | DEF   | Julián Quiñones   |     |
| 16    | DEF   | Sergio Mosquera   | 23' |
| 17    | DEF   | Junior Hernández  |     |
| 26    | MED   | Cristian Trujillo |     |
| 14    | MED   | Juan David Ríos   |     |
| 28    | MED   | Luis Miranda      | 74' |
| 10    | MED   | Daniel Cataño     | 81' |
| 29    | MED   | Omar Albornoz     |     |
| 27    | DEL   | Gustavo Ramírez   |     |
| D. T. | D. T. | Hernán Torres     |     |

| 27 | DEF | Darwin Andrade      | 67' |
| 31 | MED | Daniel Luna         | 74' |
| 14 | DEF | Juan Esteban Franco | 90' |

| 2  | DEF | Anderson Angulo  | 23' 45' |
| 20 | MED | William Parra    | 45'     |
| 7  | MED | Andrey Estupiñán | 74'     |
| 30 | MED | Yohandry Orozco  | 81'     |

| 42' | Harold Preciado | 1:0 |

| 60' | Gustavo Ramírez | 1:1 |

| 18' · 54' · 78' | Ángelo Rodríguez Jhon Vásquez Darwin Andrade |

| 22' · 32' · 37' · 50' · 72' | Sergio Mosquera Juan David Ríos Harold Gómez Julián Quiñones Gustavo Ramírez |

| Principal  | Wilmar Roldán |
| Asistentes | David Fuentes |
|            | John Gómez    |
| Cuarto     | Edilson Ariza |

| VAR            | Héider Castro  |
| Asistentes VAR | Ricardo García |

|  |                    |       |       |
|  | Tiros              | 18    | 10    |
|  | Tiros a puerta     | 6     | 2     |
|  | Faltas             | 14    | 9     |
|  | Saques de esquina  | 13    | 4     |
|  | Fueras de juego    | 5     | 1     |
|  | Posesión del balón | 67,4% | 32,6% |

### Partido de vuelta
| 1     | POR   | William Cuesta    |     |
| 19    | DEF   | Harold Gómez      |     |
| 3     | DEF   | Julián Quiñones   |     |
| 5     | DEF   | Eduar Caicedo     |     |
| 17    | DEF   | Junior Hernández  |     |
| 26    | MED   | Cristian Trujillo |     |
| 14    | MED   | Juan David Ríos   | 81' |
| 11    | MED   | Anderson Plata    | 79' |
| 10    | MED   | Daniel Cataño     | 66' |
| 29    | MED   | Omar Albornoz     | 79' |
| 27    | DEL   | Gustavo Ramírez   |     |
| D. T. | D. T. | Hernán Torres     |     |

| 12    | POR   | Guillermo de Amores |     |
| 14    | DEF   | Juan Esteban Franco | 54' |
| 3     | DEF   | Hernán Menosse      |     |
| 2     | DEF   | Jorge Marsiglia     |     |
| 21    | DEF   | Kevin Velasco       |     |
| 5     | MED   | Andrés Balanta      | 54' |
| 20    | MED   | Jhojan Valencia     |     |
| 70    | MED   | Jhon Vásquez        | 79' |
| 29    | MED   | Teófilo Gutiérrez   | 84' |
| 7     | MED   | Harold Preciado     |     |
| 9     | DEL   | Ángelo Rodríguez    |     |
| D. T. | D. T. | Rafael Dudamel      |     |

| 9  | DEL | Juan Fernando Caicedo | 66' |
| 7  | MED | Andrey Estupiñán      | 79' |
| 28 | MED | Luis Miranda          | 79' |
| 30 | MED | Yohandry Orozco       | 81' |

| 13 | DEF | Juan Camilo Angulo | 54' |
| 25 | MED | Andrés Colorado    | 54' |
| 4  | DEF | José Caldera       | 79' |
| 10 | MED | Michael Ortega     | 84' |

| 14' | Julián Quiñones | 1:0 |

| 59' · 75' (pen.) | Jhon Vásquez Harold Preciado | 1:1 1:2 |

| 26' · 61' · 65' | Eduar Caicedo Gustavo Ramírez Anderson Plata |

| 34' · 65' · 77' · 90' · 90+3' · 90+5' | Jhojan Valencia Teófilo Gutiérrez Jhon Vásquez Ángelo Rodríguez Juan Camilo Angulo José Caldera |

| Principal  | Alexander Ospina |
| Asistentes | Dionisio Ruiz    |
|            | Juan Vaca        |
| Cuarto     | Diego Escalante  |

| VAR            | John Perdomo     |
| Asistentes VAR | Alexander Guzmán |

|  |                    |        |        |
|  | Tiros              | 12     | 17     |
|  | Tiros a puerta     | 4      | 7      |
|  | Faltas             | 12     | 9      |
|  | Saques de esquina  | 7      | 10     |
|  | Fueras de juego    | 2      | 1      |
|  | Posesión del balón | 37,5 % | 62,5 % |

| 1     | POR   | William Cuesta    |     |
| 19    | DEF   | Harold Gómez      |     |
| 3     | DEF   | Julián Quiñones   |     |
| 5     | DEF   | Eduar Caicedo     |     |
| 17    | DEF   | Junior Hernández  |     |
| 26    | MED   | Cristian Trujillo |     |
| 14    | MED   | Juan David Ríos   | 81' |
| 11    | MED   | Anderson Plata    | 79' |
| 10    | MED   | Daniel Cataño     | 66' |
| 29    | MED   | Omar Albornoz     | 79' |
| 27    | DEL   | Gustavo Ramírez   |     |
| D. T. | D. T. | Hernán Torres     |     |

| 12    | POR   | Guillermo de Amores |     |
| 14    | DEF   | Juan Esteban Franco | 54' |
| 3     | DEF   | Hernán Menosse      |     |
| 2     | DEF   | Jorge Marsiglia     |     |
| 21    | DEF   | Kevin Velasco       |     |
| 5     | MED   | Andrés Balanta      | 54' |
| 20    | MED   | Jhojan Valencia     |     |
| 70    | MED   | Jhon Vásquez        | 79' |
| 29    | MED   | Teófilo Gutiérrez   | 84' |
| 7     | MED   | Harold Preciado     |     |
| 9     | DEL   | Ángelo Rodríguez    |     |
| D. T. | D. T. | Rafael Dudamel      |     |

| 9  | DEL | Juan Fernando Caicedo | 66' |
| 7  | MED | Andrey Estupiñán      | 79' |
| 28 | MED | Luis Miranda          | 79' |
| 30 | MED | Yohandry Orozco       | 81' |

| 13 | DEF | Juan Camilo Angulo | 54' |
| 25 | MED | Andrés Colorado    | 54' |
| 4  | DEF | José Caldera       | 79' |
| 10 | MED | Michael Ortega     | 84' |

| 14' | Julián Quiñones | 1:0 |

| 59' · 75' (pen.) | Jhon Vásquez Harold Preciado | 1:1 1:2 |

| 26' · 61' · 65' | Eduar Caicedo Gustavo Ramírez Anderson Plata |

| 34' · 65' · 77' · 90' · 90+3' · 90+5' | Jhojan Valencia Teófilo Gutiérrez Jhon Vásquez Ángelo Rodríguez Juan Camilo Angulo José Caldera |

| Principal  | Alexander Ospina |
| Asistentes | Dionisio Ruiz    |
|            | Juan Vaca        |
| Cuarto     | Diego Escalante  |

| VAR            | John Perdomo     |
| Asistentes VAR | Alexander Guzmán |

|  |                    |        |        |
|  | Tiros              | 12     | 17     |
|  | Tiros a puerta     | 4      | 7      |
|  | Faltas             | 12     | 9      |
|  | Saques de esquina  | 7      | 10     |
|  | Fueras de juego    | 2      | 1      |
|  | Posesión del balón | 37,5 % | 62,5 % |

| 1     | POR   | William Cuesta    |     |
| 19    | DEF   | Harold Gómez      |     |
| 3     | DEF   | Julián Quiñones   |     |
| 5     | DEF   | Eduar Caicedo     |     |
| 17    | DEF   | Junior Hernández  |     |
| 26    | MED   | Cristian Trujillo |     |
| 14    | MED   | Juan David Ríos   | 81' |
| 11    | MED   | Anderson Plata    | 79' |
| 10    | MED   | Daniel Cataño     | 66' |
| 29    | MED   | Omar Albornoz     | 79' |
| 27    | DEL   | Gustavo Ramírez   |     |
| D. T. | D. T. | Hernán Torres     |     |

| 12    | POR   | Guillermo de Amores |     |
| 14    | DEF   | Juan Esteban Franco | 54' |
| 3     | DEF   | Hernán Menosse      |     |
| 2     | DEF   | Jorge Marsiglia     |     |
| 21    | DEF   | Kevin Velasco       |     |
| 5     | MED   | Andrés Balanta      | 54' |
| 20    | MED   | Jhojan Valencia     |     |
| 70    | MED   | Jhon Vásquez        | 79' |
| 29    | MED   | Teófilo Gutiérrez   | 84' |
| 7     | MED   | Harold Preciado     |     |
| 9     | DEL   | Ángelo Rodríguez    |     |
| D. T. | D. T. | Rafael Dudamel      |     |

| 9  | DEL | Juan Fernando Caicedo | 66' |
| 7  | MED | Andrey Estupiñán      | 79' |
| 28 | MED | Luis Miranda          | 79' |
| 30 | MED | Yohandry Orozco       | 81' |

| 13 | DEF | Juan Camilo Angulo | 54' |
| 25 | MED | Andrés Colorado    | 54' |
| 4  | DEF | José Caldera       | 79' |
| 10 | MED | Michael Ortega     | 84' |

| 14' | Julián Quiñones | 1:0 |

| 59' · 75' (pen.) | Jhon Vásquez Harold Preciado | 1:1 1:2 |

| 26' · 61' · 65' | Eduar Caicedo Gustavo Ramírez Anderson Plata |

| 34' · 65' · 77' · 90' · 90+3' · 90+5' | Jhojan Valencia Teófilo Gutiérrez Jhon Vásquez Ángelo Rodríguez Juan Camilo Angulo José Caldera |

| Principal  | Alexander Ospina |
| Asistentes | Dionisio Ruiz    |
|            | Juan Vaca        |
| Cuarto     | Diego Escalante  |

| VAR            | John Perdomo     |
| Asistentes VAR | Alexander Guzmán |

|  |                    |        |        |
|  | Tiros              | 12     | 17     |
|  | Tiros a puerta     | 4      | 7      |
|  | Faltas             | 12     | 9      |
|  | Saques de esquina  | 7      | 10     |
|  | Fueras de juego    | 2      | 1      |
|  | Posesión del balón | 37,5 % | 62,5 % |

| 1     | POR   | William Cuesta    |     |
| 19    | DEF   | Harold Gómez      |     |
| 3     | DEF   | Julián Quiñones   |     |
| 5     | DEF   | Eduar Caicedo     |     |
| 17    | DEF   | Junior Hernández  |     |
| 26    | MED   | Cristian Trujillo |     |
| 14    | MED   | Juan David Ríos   | 81' |
| 11    | MED   | Anderson Plata    | 79' |
| 10    | MED   | Daniel Cataño     | 66' |
| 29    | MED   | Omar Albornoz     | 79' |
| 27    | DEL   | Gustavo Ramírez   |     |
| D. T. | D. T. | Hernán Torres     |     |

| 12    | POR   | Guillermo de Amores |     |
| 14    | DEF   | Juan Esteban Franco | 54' |
| 3     | DEF   | Hernán Menosse      |     |
| 2     | DEF   | Jorge Marsiglia     |     |
| 21    | DEF   | Kevin Velasco       |     |
| 5     | MED   | Andrés Balanta      | 54' |
| 20    | MED   | Jhojan Valencia     |     |
| 70    | MED   | Jhon Vásquez        | 79' |
| 29    | MED   | Teófilo Gutiérrez   | 84' |
| 7     | MED   | Harold Preciado     |     |
| 9     | DEL   | Ángelo Rodríguez    |     |
| D. T. | D. T. | Rafael Dudamel      |     |

| 9  | DEL | Juan Fernando Caicedo | 66' |
| 7  | MED | Andrey Estupiñán      | 79' |
| 28 | MED | Luis Miranda          | 79' |
| 30 | MED | Yohandry Orozco       | 81' |

| 13 | DEF | Juan Camilo Angulo | 54' |
| 25 | MED | Andrés Colorado    | 54' |
| 4  | DEF | José Caldera       | 79' |
| 10 | MED | Michael Ortega     | 84' |

| 14' | Julián Quiñones | 1:0 |

| 59' · 75' (pen.) | Jhon Vásquez Harold Preciado | 1:1 1:2 |

| 26' · 61' · 65' | Eduar Caicedo Gustavo Ramírez Anderson Plata |

| 34' · 65' · 77' · 90' · 90+3' · 90+5' | Jhojan Valencia Teófilo Gutiérrez Jhon Vásquez Ángelo Rodríguez Juan Camilo Angulo José Caldera |

| Principal  | Alexander Ospina |
| Asistentes | Dionisio Ruiz    |
|            | Juan Vaca        |
| Cuarto     | Diego Escalante  |

| VAR            | John Perdomo     |
| Asistentes VAR | Alexander Guzmán |

|  |                    |        |        |
|  | Tiros              | 12     | 17     |
|  | Tiros a puerta     | 4      | 7      |
|  | Faltas             | 12     | 9      |
|  | Saques de esquina  | 7      | 10     |
|  | Fueras de juego    | 2      | 1      |
|  | Posesión del balón | 37,5 % | 62,5 % |

## Campeón
|                                    |
| Bandera de Colombia                |
| Campeón Deportivo Cali 10.º título |